# Ново Попово
Ново Попово (на гръцки: Νέο Μυριόφυτο, Нео Мириофито, катаревуса: Νέον Μυριόφυτον, Неон Мириофитон) е село в Република Гърция, в дем Кукуш, област Централна Македония със 101 жители (2001).

## География
Селото е разположено на 35 километра северно от град Кукуш (Килкис), в близост до източния бряг на Дойранското езеро.